# Homoneura amurensis
Homoneura amurensis är en tvåvingeart som beskrevs av Shatalkin 1993. Homoneura amurensis ingår i släktet Homoneura och familjen lövflugor. Inga underarter finns listade i Catalogue of Life.